# Polybotrya
Polybotrya là một chi dương xỉ thuộc họ Dryopteridaceae.
Bao gồm các loài:
- Polybotrya andina, C.Chr.